# Trêve de Ratisbonne

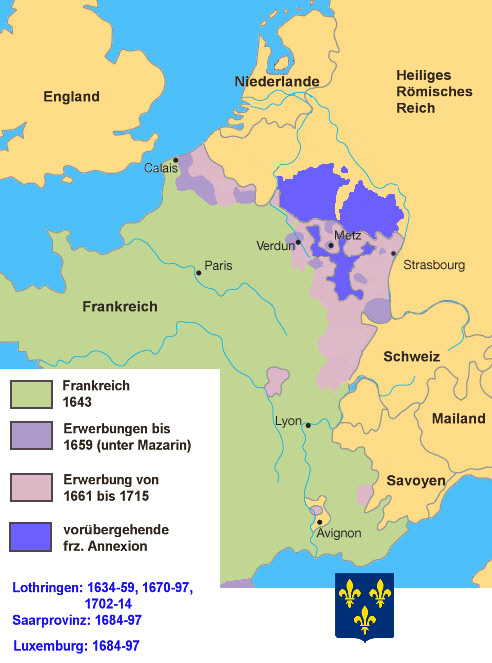
Les « réunions » de Louis XIV

La trêve de Ratisbonne est un accord signé en 1684 entre le roi de France Louis XIV et l’empereur Léopold Ier.
Dès la fin de la guerre de Hollande, Louis XIV de France se lance dans  la politique des Réunions. Pour ce faire, le roi s'appuie sur les parlements des cités frontalières comme ceux de Metz ou de Besançon, qui forment des commissions, les Chambres de réunion. 
S'étant penchés sur leurs archives et les différents traités de paix, les parlementaires « s'aperçoivent » qu'un certain nombre de territoires ayant fait partie de leur ressort n'en font plus partie et s'en plaignent à la cour. Cette situation est jugée abusive par Louis XIV qui, en pleine période de paix et sans déclarer de guerre, décide de « recouvrer » ces territoires qui devraient « légalement » lui appartenir… Le roi applique la stratégie du coup de poing en s'emparant de force des villes et des forteresses qu'il revendique, sachant l'Espagne impuissante et l'empereur paralysé par l'avance ottomane.  
Ainsi, Louis XIV annexe Strasbourg en 1681 puis, en novembre 1683, s'empare de Courtrai et en juin 1684 de Luxembourg, deux villes des Pays-Bas espagnols mais également le comté de Vaudémont, la ville de Sarrebourg, la principauté de Salm-Salm, le comté de Sarrebruck, le comté de Deux-Ponts, etc. En mai 1684, la flotte française bombarde et incendie le port de Gênes. 
Menacées par l'avancée de la France dans les Pays-Bas espagnols, les Provinces-Unies, craignant d'être la prochaine victime, préfèrent éviter tout casus belli et rompent leur alliance avec l’Espagne habsbourgeoise le 29 juin 1684.
Tout à sa lutte contre les Ottomans, l'empereur Léopold Ier, par la trêve de Ratisbonne du 15 août 1684, reconnaît temporairement les acquisitions de Louis XIV en Alsace et dans la Sarre. L'Espagne, isolée, n'a pas d'autres choix et en fera de même le 20 août, pour les acquisitions situées dans les Pays-Bas espagnols. Ces acquisitions sont conclues pour un délai de vingt ans mais la politique agressive de la France exaspérera vite les souverains européens. La guerre de la Ligue d'Augsbourg éclate quatre ans plus tard. 